# Dive!!
Dive!! (ダイブ?, Daibu) è una serie di light novel scritto e illustrata da Eto Mori spokon dedicata ai tuffi, pubblicata tra il 2000 e il 2002. Da essa sono stati tratti un manga disegnato da Masahiro Ikeno, serializzato tra il 2007 e il 2008, e una pellicola cinematografica uscita nel 2008, che vede Kento Hayashi interpretare il ruolo del personaggio principale. Un adattamento anime, prodotto da Zero-G, ha iniziato la trasmissione televisiva in Giappone nel contenitore noitaminA di Fuji TV il 6 luglio 2017, mentre un altro adattamento manga ha iniziato la serializzazione sul Young Ace di Kadokawa Shoten il 2 giugno 2017.

## Trama
Dopo aver visto il coetaneo Yoichi allenarsi nel tuffi dal trampolino, Tomoki rimane fortemente scosso dalla sua bravura e cerca così, da allora in poi, di emularlo. Il club di sport acquatici frequentato dai due ragazzi corre però il pericolo d'esser chiuso per mancanza di fondi.
Nel tentativo di salvarlo una giovane e bella allenatrice giunge appositamente dagli Stati Uniti per prendere le redini della squadra di nuoto subacqueo: s'è impegnata a portarli ai Giochi olimpici dell'anno seguente. A tal scopo sottoporrà i ragazzi ad una ferrea serie di allenamenti.